# Ostsyrischer Ritus
Der Ostsyrische Ritus, auch Chaldäischer Ritus (oder Persian Rite nach Frank Edward Brightman) genannt, ist der christliche Gottesdienst des altkirchlichen mesopotamisch-persischen Katholikats Seleukia-Ktesiphon und seiner Nachfolgekirchen, nämlich: (a) Assyrische Kirche des Ostens, (b) Chaldäisch-katholische Kirche und (c) Syro-malabarische Kirche.
In der Frühzeit richtete sich das Christentum dieser Region gottesdienstlich wohl nach dem Vorbild der Kirche von Edessa aus. Prägende Zentren der eigenen liturgiegeschichtlichen Entwicklung waren die Kathedrale des Katholikos von Seleukia-Ktesiphon, genannt Kokhe, und das „Obere Kloster“ bei Mossul. Die ältesten erhaltenen Urkunden des Ritus sind die Fragantworten des Katholikos Ischo'jabh I. (581–595) und das Fragment eines sonst unbekannten Eucharistiegebetes im Codex Brit. Libr. add. 14669 (6. Jh.). Ihre wesentliche Gestaltung erfuhr die ostsyrische Liturgie unter Katholikos Ischo'jabh III. (647–658). Eigenbezeichnungen des kathedralen Typs des ostsyrischen Gottesdienstes sind: „Brauch der Kirche von Kokhe“, „Brauch von Māḥōzē“, Langfassung: „Brauch der Kirche von Kokhe in Māḥōzayē, das ist Seleukia-Ktesiphon von Bēh Ardāšir, Königsstadt und Sitz des Katholikos im Osten“.
Vorhanden ist eine reiche Literatur einheimischer Theologen zu liturgischen Themen: Narsai von Nisibis  († 503),; Gabriel von Qatar (frühes 7. Jahrhundert), Pseudo-Georgios von Arbela, wohl identisch mit Metropolit ʿAbdīšōʿ bar Bahrīz von Mosul (1. Hälfte 9. Jh.), Emmanuel bar Shahhare (10. Jh.), Katholikos Mar Ischo'jahb IV. (1020–1025), Yohannan bar Zoʽbi († 1233?) und Katholikos Timotheos II. (1318–1328/32).

## Allgemeine Literatur
- Heinzgerd Brakmann: Ostsyrische Liturgie. In: Religion in Geschichte und Gegenwart. 4. Aufl., Bd. 6., 2003, Sp. 747–749 (mit weiterer Literatur).
- Pierre Yousif (Hrsg.): A Classified Bibliography on the East Syrian Liturgy. La bibliographie classifiée de la liturgie syrienne orientale. Mar Thoma Yogam, Rom 1990.
- C. Moussess: Les livres liturgiques de l'Eglise chaldéenne. Impr. La Photo-Presse, Beyrouth 1955.

## Die liturgischen Bücher
- Ṭakhsā, das Buch für die Hand der Vorsteher, darin die Eucharistiefeier (Qūrbānā oder Qūdāšā) mit ihren drei Formularen (siehe unten), die übrigen sakramentlichen Feiern, Gebete und Segnung. Entspricht in etwa dem Euchologion anderer Kirchen. Auszüge:
  - Takhsa d'amadha, Taufe, Initiationsliturgie.
  - Burakha, Eheschließung.
  - Kathnita, Begräbnis von Priestern.
  - Anidha, Begräbnis von Laienchristen.
  - Takhsa d'siamidha, Ordinationen.
  - Takhsa d'khusaya, Rekonziliation, Busse.
- Kṯāḇdā da-qḏam waḏ-wāṯar, „Buch des Vor und Danach“, Ordinarium der Stunden ohne Psalter, nach zwei Wochen geordnet.
- Mazmorē d-Dāwīḏ (David), der Psalter, unterteilt in Hūlālē (vgl. byzantinische kathismata), mit zugehörigen Gebeten.
- Qiryānā, Šlīḥā w-Īwangālīyo, Schriftlesungen, Lektionare.
- Tūrgāmā, Hymnen vor den Schriftlesungen.
- Ḥūḏrā, die wechselnden Texte für Sonn-, Fest- und Fastentage.
- Kaškūl, Auszug aus dem Ḥūḏrā for Werktage.
- Gazzā, Festbrevier.

## Eucharistiefeier
Wie in allen christlichen Kirchen, bildet im Ostsyrischen Ritus die Feier der Eucharistie den Mittelpunkt des kirchlichen Lebens. Die Feier hat folgende Struktur:

### Struktur
I. Vormesse (Enarxis)
1. Eingangsformel
2. Marmitha (zwei bis vier Psalmen)
3. Antiphon der Schranken
4. Gesang Lakhu Mara

II. Wortgottesdienst
1. Trishagion
2. Biblische Lesungen:
  - Pentateuch
  - Propheten bzw. Apostelgeschichte
  - Schurraja des Tages
  - Turgama der Epistel
  - Apostolos
  - Zummara mit Halleluja
  - Turgama des Evangeliums
  - Evangelium
  - Antiphon des Evangeliums
3. Diakonale Litanei, Verneigungsgebete und Entlassung

III. Eucharistie
1. Friedenskuss
2. Diptychen
3. Eucharistisches Hochgebet
4. Fractio und Consignatio
5. Vaterunser
6. Elevatio (Zeigung der Gaben)
7. Kommunion
8. Tesbohta
9. Danksagung
10. Entlassung

### Hochgebete
Drei Eucharistische Hochgebete sind in Benutzung geblieben. Normalformular ist die „Anaphora der Apostel Addai und Mari“, die als Gründer der ostsyrischen „Kirche des Ostens“ verehrt werden. Gelegentlich im Kirchenjahr sind die beiden anderen syrischen Anaphoren in Gebrauch, die griechische Namen tragen, nicht aber griechischer Herkunft und mithin Pseudepigrapha sind.
- Anaphora der Apostel Addai und Mari, ein Hochgebet ursprünglich ohne Einsetzungsbericht.[15]
- Anaphora des Theodor von Mopsuestia (bei den chaldäischen Katholiken „Zweite Anaphora“ genannt)
- Anaphora des Nestorios (für die chaldäischen Katholiken: „Dritte Anaphora“)

## Weitere liturgische Feiern

### Initiationsliturgie (Taufe)
Ihre Gottesdienstordnung wird traditionell dem Katholikos Ischo'jabh III. (647–658) zugeschrieben.
- G. Diettrich: Die nestorianische Taufliturgie ins Deutsche übersetzt unter Verwertung der neusten handschriftlichen Funde historisch-kritisch erforscht. J. Ricker'sche Verlagsbuchhandlung, Giessen, 1903. (online);
- Clemens Leonhard: Die Initiation nach der Expositio Officiorum Ecclesiae (des Pseudo-Georgios von Arbela). In: Martin Tamcke (Hrsg.): Syriaca (= Studien zur Orientalischen Kirchengeschichte 1). Lit-Verlag, Münster 2002, 321–354.
- Francis Pittappillil: Baptismal Memrāˀ of Anonymous Author of the Ninth Century[= Pseudo-George of Arbela]. In: Liturgia Sacra 24 (2018) 71-91.

### Eheschließung
- F. Van de Paverd: Forme celebrative del matrimonio nelle Chiese orientali. In: La celebrazione del matrimonio cristiano. Atti della V settimana dei professori italiani di Liturgia. EDB,  Bologna 1977, 11–116. Ohne ISBN.
- Pierre Yousif: La célébration du mariage dans le rite chaldéen. In: G. Farnedi (Hrsg.): La celebrazione cristiana del matrimonio (= Studia Anselmiana 93). Roma 1896, 217–259.

### Mönchsweihe
- Semaan J. Daood: Vita monastica nella tradizione della Chiesa Assira d'Oriente. Riti Monastici: La tonsura monastica dei Bnay e Bnath Qyama. L'imposizione della mano sul Superiore e sulla Superiora. Excerpta ex Dissertatione ad Doctoratum, Pontificium Institutum Orientalium Studiorum, Romae 2007, 245 S. (Kn28: Fbc 9398).

### Kirchweihe
- William Toma: The Mystery of the Church: Syriac Critical Edition and Translation of the Rite of the Consecration of the Altar with Oil and the Chapter “On the Consecration of the Church” from the Book of the Seven Causes of the Mysteries of the Church by Patriarch Timothy II. Excerpta ex Dissertatione ad Doctoratum (Rome: Pontificium Institutum Orientalium Studiorum, 2007).

### Ölweihen
Die hier sonst unüblichen Weihen von Chrisam (Myron), Kranken- und Katechumenen-Öl wurden für die Chaldäisch-katholische Kirche erst durch Patriarch 'Abdišo' Khayatt (sed. 1894-1899) nach lateinischem Vorbild eingeführt.

### Tagzeitenliturgie
- Breviarium Chaldaicum juxta Syrorum orientalium id est Chaldaeorum, hrsg. von Paul Bedjan, 3 Bde. Leipzig, 1886-7; Nachdrucke: Rom 1938 und 2002 (verkürzt) (in syrischer Sprache).
- Ktaba da-Qdam wad-Batar wad-Hudra wad-Kashkol wad-Gazza w-Qala d-`Udrane `am  Ktaba d-Mazmure, hrsg. von Mar Thomas Darmo, 3 Bde. Mar Narsai Press, Trichur 1960–1962 (in syrischer Sprache). Basishandschriften: Trichur, Metropolitan Palace, Ms. 27 (v.J.1598, Alkaya) und Ms. 29 (v. J. 1681, Alqosch).
- Sebastian P. Brock: A Concordance to Bedjan’s Breviarium Chaldaicum and Darmo’s Hudra. In: The Harp 19 (2006) 117–136.
- Joseph Molitor: Chaldäisches Brevier. Ordinarium des ostsyrischen Stundengebets. Übersetzt und erläutert Düsseldorf 1961.
- Juan Mateos: Lelya-Sapra: Les Offices chaldéens de la nuit et du matin (Orientalia Christiana Analecta 156). 2e éd. Pont. Inst. Orient. Stud., Roma 1972. Ohne ISBN
- S. H. Jammo: L'Office du soir chaldéen au temps de Gabriel Qatraya. In: L'Orient Syrien 12 (1967) 187–210.
- Sylvester Pudichery: Ramsa. An Analysis and Interpretation of the Chaldean Vespers. Dharmaram College, Bangalore 1972. Ohne ISBN
- Joseph M. Schönfelder: Analecta Syriaca. Hymnen, Proklamationen und Martyrergesänge des Nestorianischen Breviers. In: Theologische Quartalschrift 48 (1866) 170–200 (mit einer Einführung in die ostsyr. Stundenliturgie sowie Übersetzungsproben aus Cod. syr. 4 der Bayer. Staatsbibliothek, einem ostsyr. Psalterium nebst Zusätzen v. J. 1607).
- J. Vellian: The East Syrian Monastic Divine Office. In: Journal of Eastern Christian Studies 56 (2004) 293–301.

### Fasten und Feste
- Paul Krüger: Die Regenbitten Aphrems des Syrers, ihre Überlieferung unter besonderer Berücksichtigung des nestorianischen Officums der Ninivitenfasten und ihre religionsgeschichtliche Bedeutung. In: Oriens Christianus 30 (1933) 13–61. 144–151.
- Peter Kuruthukulangara: The Feast of the Nativity of our Lord in the Chaldean and Malabar Liturgical Year. A study of the Sources. Vadavathoor, Kottayam; ORISI Publ. 1989, XLV, 314 S. (Orient. Inst. of Rel. Stud. India 127).
- Thomas Thankachan: The Feast of the Epiphany in the Church of the East (Assyrian, Chaldean and Syro-Malabar), Diss. Rom: Pontificio Istituto Orientale 2004/05.[17]
- Antony George Kollamparampil: The Life-giving Paschal Lamb (Great Week Celebrations in the East Syrian Liturgy). Changanassery, Kerala, India: HIRS Publications 1997. 280 S. (Catholic Theological Studies of India 2; HIRS India Series 16).
- Sebastian P. Brock: A Concordance to Bedjan’s Breviarium Chaldaicum and Darmo’s Hudra. In: The Harp 19 (2006) 117–136.